# إسلام الأتراك
كان الأتراك يعتنقون دين التانغري قبل الإسلام. حتى القرن العاشر، كان الدين التنغري هو الدين الأكثر شيوعًا بين الأتراك. حدث أول لقاء بين الأتراك والعرب المسلمين قبل إسلامهم في القرن السابع ميلادي في عهد الخليفة الإسلامي عمر بن الخطاب.
في العصر الأموي بعد الخلفاء الراشدين، كان الإسلام في بداية فتوحاته. بتوسع فتوحات الدولة الاموية الإسلامية مع الفتوحات الجديدة التي وصلت إلى ما وراء النهرين.

## قبائل الكراكول
أتراك الكراكول هي من أكبر وأهم القبائل التركية في ذلك الحين، وهي أول القبائل التي اعتنقت الإسلام، وكانوا أول حلقات سلسلة إسلام الترك؛ حيث اعتنقت القبائل التركية بعد ذلك الإسلام تدريجياً، ومن أهم تلك القبائل اللاحقة هي قبائل الأوغوز.

## قبائل الأوغوز
قبائل الأوغوز هم أهم قبائل التُرك التي دافعت عن الإسلام ولمت شملهم لقرون عدة، وهي من أكبر القبائل التركية وأقواها، وهي مؤسسة أكبر دولتين من الدول التركية المسلمة وأحداهن من أكبر ثلاثة خلافات إسلامية وهي الخلافة العثمانية والثانية هي الدولة السلجوقية

## معركة طلاس
تاريخيا كان الأتراك والصينيين في نزاع لقرون طويلة، ولما كان المسلمين يفتحون العالم الشرقي، وصلوا إلى حدود الصين. وفي معركة طلاس التي وقعت على ضفاف نهر طلاس، التحم الجيشان الإسلامي والصيني، أيام المعركة كان يمر من هناك أتراك متجولين في تلك الأرض فلما رؤوا الجيشان ملتحمان انضم الأتراك لمساندة المسلمين ضد الصينيين، شكل الأتراك والعرب المسلمون تحالفا لأول مرة في التاريخ. في الحرب التي دارت على حافة نهر طلاس عام 751، هزم الجيشان الإسلامي مع انضمام الأتراك لهم الصينيين وقد سُجلت في التاريخ. كانت معركة طلاس نقطة تحول في العلاقات الإسلامية التركية وأسلمة الأتراك.

## قائمة المراجع
1. ↑  Türkler, Cilt I, Editörler: Hasan Celal Güzel, Prof. Dr. Kemal Çiçek, Prof. Dr. Salim Koca, Yeni Türkiye Yayınları, s. 67.
2. ↑  Zekeriya Kitapçı, Türkistan'ın Müslüman Araplar Tarafından Fethi, Yedikubbe Yayınları, s. 185-186.
3. ↑  "نسخة مؤرشفة". مؤرشف من atilim.edu.tr الأصل في 2009-04-21. اطلع عليه بتاريخ 2020-05-01. {{استشهاد ويب}}: |archive-date= / |archive-url= timestamp mismatch (مساعدة)، الوسيط غير المعروف |arşivengelli= تم تجاهله (مساعدة)، الوسيط غير المعروف |ölüurl= تم تجاهله يقترح استخدام |url-status= (مساعدة)، الوسيط غير المعروف |تاربخ الأرشيف= تم تجاهله (مساعدة)، وتحقق من قيمة |مسار= (مساعدة)